# چهارسو
چهارسو نام محل تقاطع دو راسته اصلی و مهم بازار است. در بعضی از موارد در محل برخورد دو راسته طراحی شده بازار غالباً فضایی طراحی شده به صورت چهارسو می‌ساختند که به سبب موقعیت ارتباطی آن، ارزشمند به‌شمار می‌آمد. چهارسوی بزرگ بازار اصفهان و چهارسوی بازارهای لار، تهران، کرمان و بخارا از نمونه‌های خوب باقی‌مانده به‌شمار می‌آیند. در برخی از دوره‌های تاریخی به پیروی از واژه عربی سوق به معنی بازار، به جای چهارسو از واژه چهارسوق استفاده می‌کردند.